# IGFBP3
La proteína 3 de unión al factor de crecimiento parecido a la insulina (IGFBP3) es una proteína codificada en humanos por el gen 'IGFBP3'.

## Función
Este gen es uno de los miembros de la familia de proteínas de unión al factor de crecimiento parecido a la insulina (IGFBP) y codifica una proteína con un dominio IGFBP y otro dominio tiroglobulina tipo I. La proteína forma un complejo ternario con la subunidad ácido-lábil del factor de crecimiento parecido a la insulina (IGFALS) y, o bien con el factor de crecimiento parecido a la insulina tipo 1 (IGF-1) o bien con el factor de crecimiento parecido a la insulina tipo 2 (IGF-2). En esta forma, circula por el plasma sanguíneo prolongando la vida media de los IGFs y alterando su interacción con los receptores de la superficie celular. Se han caracterizado diversas variantes transcripcionales que codifican diferentes isoformas de la proteína.

## Importancia clínica
Los niveles de IGFBP3 decrecen a lo largo de la progresión del cáncer de próstata, desde la hiperplasia prostática benigna (BPH) hasta su forma metastásica. Aunque, en cualquier caso, la producción de la proteína no cesa completamente. IGFBP3 es sintetizada aún, a bajo nivel, por las células cancerígenas de próstata y secretada al medio circundante. Sin embargo, en lugar de su forma completa y funcional, esta IGFBP3 secretada es una forma parcialmente degradada. Esto evita que IGFBP3 se una y secuestre IGFs y los factores de crecimiento serán libres de unirse al IGF-1R y promover la supervivencia celular.

## Interacciones
La proteína IGFBP3 ha demostrado ser capaz de interaccionar con:
- Colágeno, tipo I, alfa 1[7]
- IGFALS[8][9]
- Factor de crecimiento insulínico tipo 1[7][10][11][12][8][9]
- Factor de crecimiento insulínico tipo 2[13][11][8][9]
- ADAM12[14][15]
- Transferrina[16]
- Fibronectina[17][18]
- Plasmina[19]
- Receptor X retinoide alfa[20]